# Arturo Soria

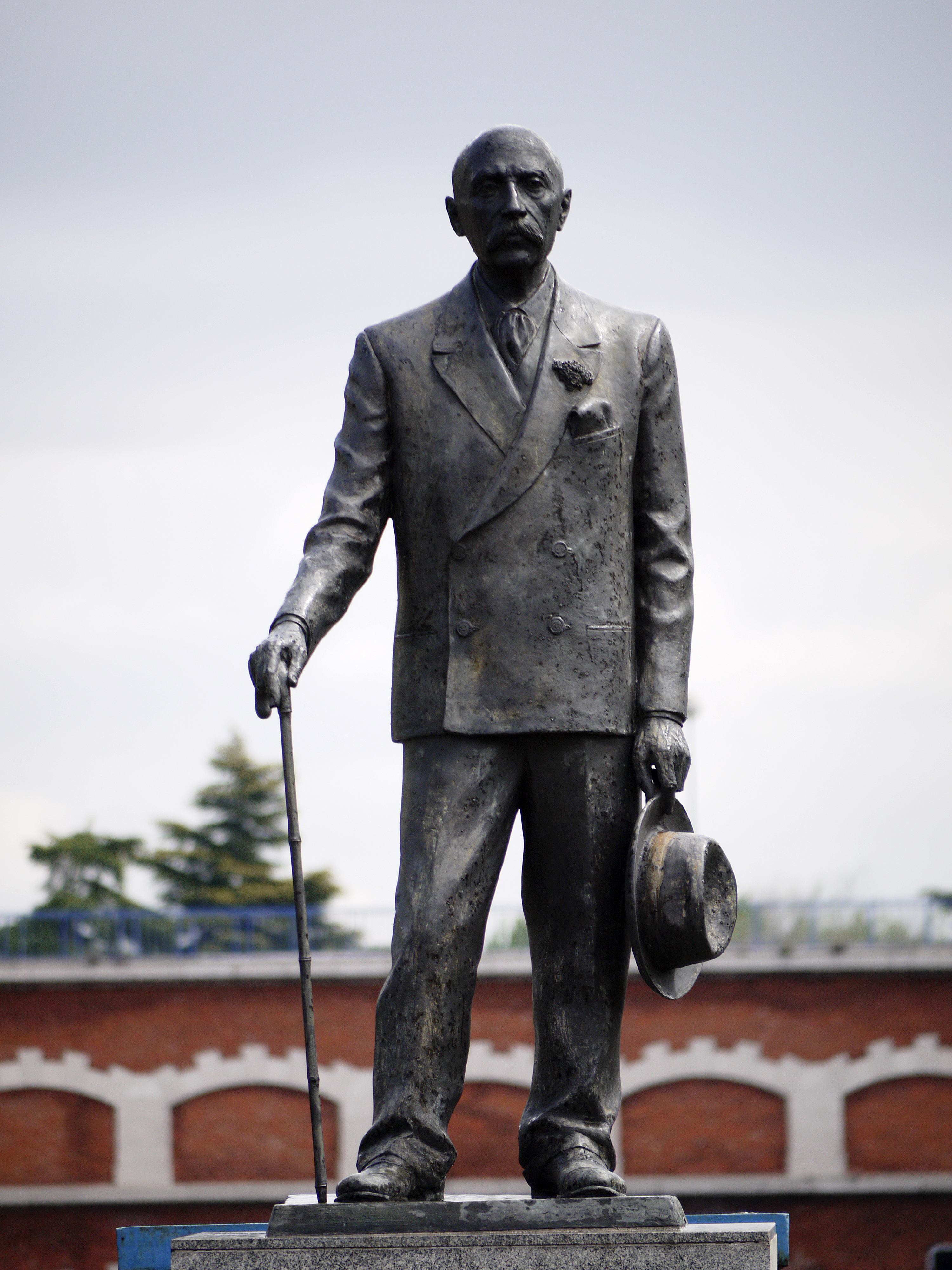
Staty av Arturo Soria y Mata, på den gata i Madrid som bär hans namn; Calle Arturo Soria (distrikt Ciudad Lineal).

Arturo Soria y Mata (Madrid, 15 december 1844 - 6 november 1920) var en spansk stadsbyggnadsingenjör och arkitekt, berömd speciellt för sin idé om bandstaden (Ciudad lineal) i Madrid (Spanien). Till hans ära bär den viktigaste gatan i Ciudad Lineal hans namn: Calle de Arturo Soria.

## Biografi
Fastän han studerade vägbyggnad och konstruktion av kanaler och hamnar, var han självlärd och från 1886 ägnade han sig helt åt sitt projekt bandstaden, under inflytande av idéer från Spencer och Ildefonso Cerdá. Detta innovativa projekt, med vilket han ville lösa problemen med de sanitära förhållandena, trångboddheten och transportproblemen som plågade städerna på den tiden, bestod i att skapa en stad som byggdes på båda sidor om en brett centralt band (500 meter), längden var i princip utan gräns, med järnväg, vilket gjorde stadens tillväxt möjlig. På detta sätt kom tåget att bli ett element för struktureringen av landet. På den centrala gatan skulle allmän service för de boende koncentreras liksom bostäderna.

## Verk
Soria var en av dem som introducerade spårvagnen i, och skapade en tunnelbana och en spårvagnslinje (ringlinje). Han tänkte också ut ett stadstelefonnät (1887).

## Hyllningar och minnesmärken
- Metro de Madrid har uppkallat tunnelbanestationen Arturo Soria i distriktet Ciudad Lineal efter honom.
- Staden Madrid har förutom den gata som bär hans namn ihågkommit honom med en staty (1992) som står på östra sidan av Calle de Arturo Soria, precis över korsningen med Avenida de América. Statyn är ett verk av skulptören Cidoncha.
- Norr om korsningen med Av de América ligger Arturo Soria Plaza, ett kommersiellt affärscentrum.